# Elke Roex
Elke Roex, née le 29 juin 1974 à Uccle est une femme politique belge flamande, membre du Sp.a.
Elle est licenciée en sciences pédagogiques (KUL).

## Fonctions politiques
- conseillère communale à Anderlecht (2007-)
- membre du conseil de police à Anderlecht (2007-)
- députée au Parlement flamand :
  - depuis le 22 juillet 2004  au 7 juin 2009 (en remplacement de Bert Anciaux, ministre)

- députée au Parlement de la Région de Bruxelles-Capitale depuis 2009, elle est chef de groupe Sp.a